# Замок Пук
Замок Пук (англ. Castlepook, Castle Pook, ірл. Caisleán an Phuca) — замок Фука, замок Казкового Коня — один із замків Ірландії, розташований в графстві Корк, на північ від селища Донерайл, біля гір Баллігура.

## Особливості архітектури
Замок побудований з дикого каменю — вапняку. Дах склепінчастий, що непогано зберігся. У північно-західному куті замку були колись гвинтові кам'яні сходи. Більша частина замку зруйнована вандалами, яким був потрібен будівельний матеріал.

## Історія замку Пук
Замок Пук був побудований в 1380 році в норманському стилі аристократичною родиною Сінан. Будівником замку вважають лицаря Джефрі Червоного — лицаря норманського походження. Його батька називали Гауган, його предок — Сінада прибув в Ірландію з завойовником Ірландії — графом Стронбоу в 1171 році. Один з його предків — Фіц Адам Сінан прибув у землі Донерайл в ХІІІ столітті, імовірно в 1251 році. Він взяв в оренду землю в Кемпок і платив за неї плату один фунт перцю на рік. Така плата не змінювалась аж до 1541 року. У XVI столітті родина Сінан зіштовхнулась з фінансовими проблемами. Амес Рег Сінан мав великі борги короні Англії, але отримав помилування в 1573 році. Аналогічне помилування отримав Патрік з замку Фовк в 1601 році. У 1636 році Майкл Сінан продав великі земельні ділянки аристократу Сент-Леже за 300 фунтів стерлінгів. У 1639 році Сент-Леже отримав від короля Англії Карла І гроші для впорядкування цих земель. У документі зазначається, що Сент-Леже «має давні права на ці землі», хоча родина Сінан володіла цими землями більше 400 років.
Річард Морган помер в замку Пук у віці 106 років в 1748 році. Він був клерком окружного Мирового Суду в часи короля Джеймса ІІ. Річард Морган ніколи не їв солоного м'яса, ніколи не хворів, помер від старості. Він був похований у монастирі Буттевант. Останнім мешканцем замку був Філіп Морган, що жив там в 1750 році. У 1814 році Річард Ендрюс описав замок як замок Пукі.
Лорди Рош були головним орендодавцем цих земель, це пов'язано з грамотами короля Англії Джеймса І в 1611 році. Лорди Рош втратили свої землі в 1641 році, всі володіння перейшли до аристократів Сент-Леже.
Останній з роду Сінан про якого згадують історичні джерела — Шінан Фіц-Роберт з замку Каст Пук.

## Легенди про замок Пук
Більшість легенд про замок Пук пов'язані з печерою, що є біля замку. Нині ця печера називається Мамонтова. Розказують, що в цій печері жила потойбічна істота — Фука або Пук, що була досить добродушною і голодуючим селянам підкидувала вночі зерно. Але Фука не любив, коли його люди бачили. Один селянин сховався, щоб побачити як виглядає Фука, але потім цей селянин безслідно зник. Володар замку вирішив подякувати потойбічній істоті і залишив йому в подарунок одяг. Але після цього Фука більше не допомагав людям — йому так сподобався одяг, що він постійно розглядав себе в цьому одязі в дзеркалі.